# (400252) 2007 PR49
(400252) 2007 PR49 es un asteroide perteneciente al cinturón de asteroides, descubierto el 10 de agosto de 2007 por el equipo del Spacewatch desde el Observatorio Nacional de Kitt Peak, Arizona, Estados Unidos.

## Designación y nombre
Designado provisionalmente como 2007 PR49.

## Características orbitales
2007 PR49 está situado a una distancia media del Sol de 2,341 ua, pudiendo alejarse hasta 2,861 ua y acercarse hasta 1,821 ua. Su excentricidad es 0,222 y la inclinación orbital 2,508 grados. Emplea 1308,31 días en completar una órbita alrededor del Sol.

## Características físicas
La magnitud absoluta de 2007 PR49 es 17,7.